# Anton Joseph Hampel
Anton Joseph Hampel (* um 1710 in Prag; † 30. März 1771 Dresden) war ein deutscher Hornist und Komponist.

## Leben
Anton Joseph Hampel stammte aus Böhmen. Sein Name wird in den Quellen auch als Hampl, Hampla und Humple genannt. Die Angaben zu seinem Geburtsjahr schwanken zwischen 1700 und 1711. Er wurde 1737 in der Hofkapelle zu Dresden (heute Sächsische Staatskapelle) als 2. Hornist angestellt. Von 1757 bis 1766 spielte er 1. Horn und wechselte dann wieder an die 2. Position.
Hampel war unter anderem Lehrer von Giovanni Punto. Seine Hornschule und seine Technik des Stopfens und Abdämpfens von Tönen auf dem Horn prägte entscheidend die Spieltechnik seiner Zeit. Er arbeitete mit dem Dresdner Instrumentenbauer Johann Werner zusammen und nach seiner Idee soll Werner erstmals in das ventillose Naturhorn einen Inventionszug eingefügt haben (vgl. Waldhorn). Von Hampels Kompositionen haben sich nur wenige erhalten. Überliefert sind Konzerte für Horn, Etüden und Kammermusiken mit Horn. Seine Hornschule wurde einige Jahre später von Giovanni Punto überarbeitet und erweitert. Sein Bruder Johann Adam Hampel spielte ab 1737 als Bratscher ebenfalls in der Dresdner Hofkapelle. Ein Johann Michael Hampel (1732–1793), anscheinend Hampels Sohn, wird von 1769 bis Mai 1793 als Hornist (zunächst als 3. Horn, ab 1772 als 2. Horn) in Dresden genannt.

## Werke (Auswahl)
- Anton Joseph Hampel: Trios für 3 Hörner, hrsg. von Robert Ostermeyer
- Anton Joseph Hampel: Concerto in  D-Dur für Horn, 2 Violinen, Viola & Basso